# Янченко, Василий Иванович
Василий Иванович Янченко (1 января 1894, Никольское, Приморская область — 1959, США) — один из русских лётчиков-асов Первой мировой войны, одержавший 16 воздушных побед.

## Биография
Родился в городе Никольск-Уссурийский, ныне Уссурийск, в семье мещанина. Окончил Саратовскую техническую школу в 1913 году.
Участник Первой мировой войны. 22 ноября добровольно вступил в Русскую Императорскую авиацию. Обучался на авиационных курсах при Петроградском политехническом институте, затем в Севастопольской военно-воздушной школе, которую окончил 4 сентября 1915 года.
В 1916 году летал ведомым у И. А. Орлова, в паре с которым сбил как минимум два австро-венгерских аэроплана — 26 мая и 12 июня 1916 года.
В ноябре 1916 года, в составе группы русских летчиков, был послан на стажировку во Францию, где проходил подготовку в школах высшего пилотажа и воздушной стрельбы в городах По и Каза, а боевую практику — на Западном фронте. Сбил лично по разным данным от 12 до 16 самолётов противника.

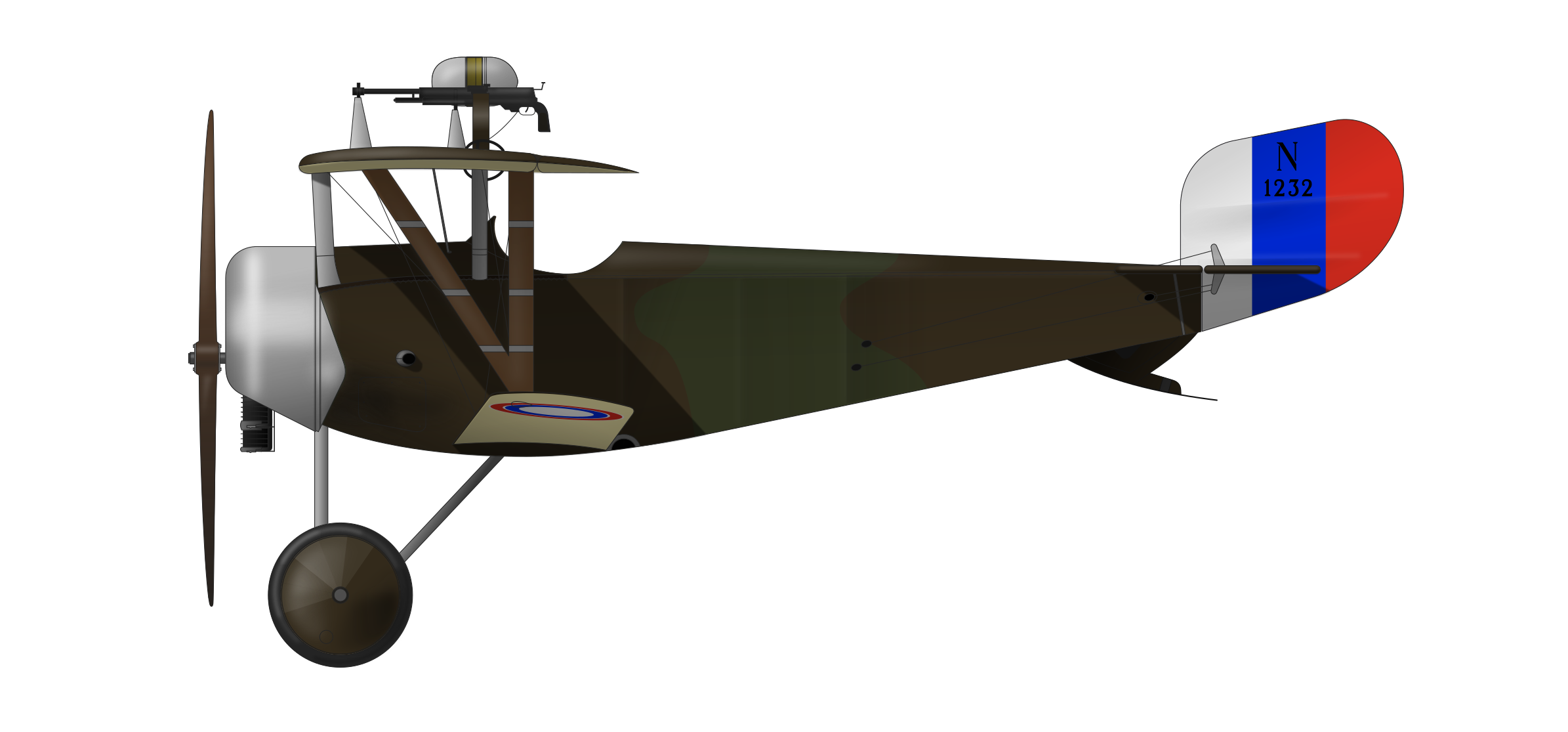

Во время Гражданской войны воевал на стороне белых. В 1920 году эмигрировал в США. Работал у И. Сикорского.

## Награды
- орден Святого Георгия 4-й степени[источник не указан 2344 дня]
- Орден Святого Станислава 3 степени с мечами и бантом
- Георгиевские кресты 1, 2, 3 и 4-й степени — полный бант
- орден Святого Владимира 4-й степени с мечами и бантом
- орден Святой Анны 4-й степени
- Рыцарский крест ордена Звезды (румынский).